# Tippi Degré

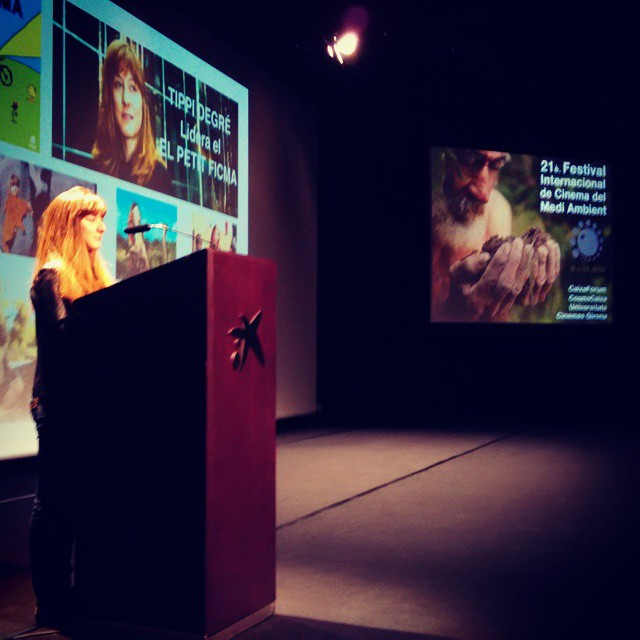
Tippi Degré (2014)

Tippi Degré (vollständiger Name Tippi Benjamine Okanti Degré; * 4. Juni 1990 in Windhoek, Namibia) ist eine französische Autorin, die aufgrund ihrer im Bildband Tippi aus Afrika dokumentierten Kindheit im südlichen Afrika bekannt wurde. In diesem Bildband sind von Degrés Eltern fotografierte Bilder abgedruckt, die Degré in engem Kontakt mit verschiedenen afrikanischen Tieren zeigen. Durch diese Aufnahmen erreichte sie als „Das Mädchen, das mit den Tieren spricht“ mediale Aufmerksamkeit.

## Leben
Degrés Eltern Sylvie Robert und Alain Degré gingen in den 1980er Jahren nach Afrika, um dort als freischaffende Naturfotografen zu arbeiten, mit Spezialisierung auf das Leben der Erdmännchen, mit denen sie einige Zeit „zusammen lebten“.
Schon als Degré wenige Monate alt war, nahmen die Eltern sie mit auf Fotosafari und dokumentierten das Zusammentreffen ihrer Tochter mit afrikanischen Tieren fotografisch. Degré wuchs in engem Kontakt mit den Kindern der San auf, deren Sprache und Überlebenstechniken sie erlernte. Darüber hinaus lebte sie in engem Kontakt mit mehreren Tieren, darunter einem Elefanten, einem Leoparden, einem Löwen, einem Pavian und einem Strauß.
Degré sagt von sich selbst, dass sie mit den Tieren kommunizieren könne.
Den größten Teil ihrer Kindheit verbrachte Degré in Namibia, Botswana, Simbabwe, und dann auch in Madagaskar. Teilweise besuchte sie die Schule in Paris, später wurde sie auf den Reisen im Fernunterricht von ihrer Mutter oder Privatlehrern unterrichtet.
Heute lebt sie in Paris und studiert an der Universität Paris III – Sorbonne Nouvelle Filmwissenschaften. Sie war an einer Serie von sechs Dokumentationen über Afrika des Discovery Channel beteiligt. Degrés Buch Tippi aus Afrika erreichte auf der Jahresbestsellerliste 2001 des Nachrichtenmagazins Der Spiegel Platz 17.

## Bücher und Film über Tippi Degré
- Sylvie Robert [Degré], Joëlle Ody, Alain Degré, Alexandre Degré: Tippi of Africa. La petite fille qui parle aux animaux. Lafon, Paris 1996, ISBN 2-84098-182-3 (französisch).
- Tippi Degré, Alain Robert und Sylvie Degré (Fotografien): Tippi aus Afrika. Das Mädchen, das mit den Tieren spricht. Ullstein, München 2001, ISBN 3-548-36444-6 (Originaltitel: Mon livre d'Afrique. Übersetzt von Claudia Steinitz, Die Geschichten und Geheimnisse wurden Valérie Péronnet anvertraut).
- Alain Robert Degré, Sylvie Degré: Tippis Welt. Die Lehrjahre unserer Tochter unter den wilden Tieren von Afrika. 3. Auflage. Ullstein 36672, Berlin 2005, ISBN 3-548-36672-4 (Originaltitel: Le monde selon Tippi. Übersetzt von Claudia Steinitz, Erstausgabe:  2004).
- Christian Crye: Tippi. Ein Leben wie im Dschungelbuch. ARD-Video, Hamburg (Tippi Degré – VHS-Video, PAL, FSK o. A., Laufzeit ca. 45 Minuten).